# Magnetische monopool
Een magnetische monopool is een hypothetisch elementair deeltje dat één magnetische pool (een monopool) bevat – slechts een noord- of een zuidpool, niet allebei. Hun bestaan wordt voorspeld door diverse kosmologische en natuurkundige theorieën, maar pogingen om ze te vinden zijn tot nog toe tevergeefs gebleken.
Het was bij het onderzoek naar het monopoolprobleem, dat inhoudt dat er volgens de gangbare oerknaltheorieën veel te veel magnetische monopolen gevormd zouden moeten worden, dat Alan Guth het idee van de kosmische inflatie ontwikkelde.

## Geschiedenis

#### Klassieke fysica
Naar analogie met positieve en negatieve elektrische ladingen, dachten vroege fysici dat het magnetisme van zeilsteen te verklaren viel door twee verschillende "magnetische vloeistoffen"; een "noordpool vloeistof" aan de ene en een "zuidpool vloeistof" aan de andere kant. In de 19de eeuw kwam er echter een andere verklaring voor het magnetisme van zeilsteen, gebruikmakend van kennis over de elektrische stroom en over het magnetisch moment van elektronen en andere deeltjes. Eén van de wetten van Maxwell (de magnetische wet van gauss) formuleert dat magnetische monopolen niet kunnen bestaan, maar in 1894 stelde Pierre Curie dat er toch een bestaansmogelijkheid is voor magnetische monopolen.

#### Kwantummechanica
In 1931 publiceerde Paul Dirac dat indien er een magnetische monopool zou bestaan, alle elektrische ladingen gekwantiseerd moeten zijn (er zou dus een kleinste hoeveelheid van elektrische lading moeten zijn, en iedere andere hoeveelheid moet hiervan een veelvoud zijn). Aangezien elektrische ladingen gekwantiseerd zijn, zou het bestaan van een magnetische monopool geen tegenstrijdigheid veroorzaken.